# Толубєєв Андрій Юрійович
Толубєєв Андрій Юрійович (1945—2008) — радянський, російський актор театру і кіно, літератор, телеведучий. Народний артист Росії (1991). Лауреат Державної премії Росії (2000, 2004).

## Життєпис
Народився 30 березня 1945 року в Ленінграді в родині акторів Ленінградського театру драми ім. О. С. Пушкіна Ю. В. Толубєєва та Т. І. Альошиної. Закінчив Військово-медичну академію імені С. М. Кірова (1969, факультет авіаційних лікарів) і Ленінградський державний інститут театру, музики і кінематографа (1975).
З 1975 року і до кінця своїх днів служив у Великому драматичному театрі ім. Г. Товстоногова, де зіграв понад сорок ролей.
Знімався в кіно і телесеріалах (всього близько ста картин), Дебютував в головній ролі у фільмі «Ще можна встигнути» (1974).
Граф в українських фільмах: «Холодний березень» (1987, Шиленко), «Гу-га» (1989, капітан Володимир Правоторов), «Містифікатор» (1990), «Тарганячі перегони» (1993) тощо.
Багато працював на дублюванні і озвучуванні кінострічок. Також був ведучим циклів передач на російському телеканалі «Культура»: «1825 рік. загадки міжцарів'я», «Ісаакіївський собор», «Малі музеї Петербурга», «Немає пощади нікому …», «Вітчизна і долі», «Петербург. Час і місце».
Помер 7 квітня 2008 року після важкої хвороби. Похований у некрополі «Літераторські мостки» на Вовківському кладовищі в Санкт-Петербурзі.

### Пам'ять
У 2010 році, в пам'ять про народного артиста Росії Андрія Толубєєва, заснована премія його імені. Премія присуджуватиметься за значний внесок у розвиток сучасного театру і сучасної драматургії.

### Сім'я
- Дружина — Толубєєва (Марусяк) Катерина Дмитрівна (1955 р.н.). Заслужена артистка Росії. Закінчила Київський державний інститут театрального мистецтва ім. І. К. Карпенка-Карого у 1978 році. У 1978—1986 роках — акторка Львівського театру ім. Заньковецької. З 1986 року — в трупі Великого Драматичного Театру ім. Г. А. Товстоногова (Санкт-Петербург)[7][8].
- Дві дочки — Єлизавета і Надія.

## Вибрана фільмографія
- «Ще можна встигнути» (1974, Слава Карасьов)
- «Старі друзі» (1977, Аркадій Лясковський)
- «Зустрічі» (1978, Володимир Андрійович)
- «Крутий поворот» (1979)
- «Тростинка на вітрі» (1980)
- «Два довгих гудки в тумані» (1980, Гусаков)
- «Сльози крапали» (1982, Толік Бобильов)
- «Довга дорога до себе» (1982)
- «Серед білого дня...» (1983)
- «Відлуння далекого вибуху» (1983)
- «Запобіжний захід» (1983)
- «Тітка Маруся» (1985, чоловік Марусі)
- «Кримінальний талант» (1985, фільм-спектакль, Сергій Георгійович Рябінін)
- «Одного разу збрехавши...» (1987)
- «Пуща» (1987, Юрій Миколайович Король)
- «Убити дракона» (1988, капелюшник)
- «Врятованому — рай» (1988, Грушакін)
- «Жінки, яким пощастило» (1989)
- «То чоловік, то жінка» (1989, Олександр I)
- «Степан Сергійович» (1989, Степан Сергійович Шелагін)
- «Ребро Адама» (1990, реж. В. Криштофович)
- «Чернов/Chernov» (1990, Гліб Віталійович Іванов; реж. Сергій Юрський)
- «Війна на західному напрямку» (1990, т\с, Олексій Олексійович Рукатов)
- «Кроки імператора» (1991, барон Аракчеєв)
- «Діна» (1991)
- «Мій найкращий друг — генерал Василь, син Йосипа» (1991, Толік Шустров)
- «Цар Іван Грозний» (1991, Борис Годунов)
- «Виховання жорстокості у жінок і собак» (1992, Спірін)
- «Лабіринт любові» (1993)
- «Повінь» (1993)
- «Рокові яйця» (1995, за повістю Булгакова; Олександр Семенович Рокк)
- «Агент національної безпеки» (1998—2004, т\с, Іван Іванович Тарасов, генерал)
- «Бандитський Петербург. Фільм 1. Барон» (2000, т\с, Ващанов, підполковник)
- «Бандитський Петербург. Фільм 2. Адвокат» (2000, т\с, Ващанов, підполковник)
- «Бандитский Петербург. Фильм 3. Крах Антибиотика» (2001, т\с, Ващанов, підполковник)
- «Ключі від смерті» (2001 т\с)
- «Бандитський Петербург. Фільм 5. Опер» (2003, т\с, Ващанов, підполковник)
- «Ключ від спальні» (2003, реж. Ельдар Рязанов)
- «Диверсант» (2003, т\с, генерал)
- «Іванов і Рабинович» (2003, т\с)
- «Єсенін» (2003, т\с, генерал КДБ)
- «Андерсен. Життя без любові» (2006, реж. Ельдар Рязанов; Вульф)
- «Капітанові діти» (2006, т\с)
- «Маскарад» (2006, фільм-спектакль, Євген Олександрович Арбенін)
- «Сонька — Золота ручка» (2007, т\с)
- «Гоголь. Портрет загадкового генія» (2008, к\м)
- «Адмірал» (2008, віце-адмірал Микола Ессен, озвучив Володимир Долінський)
- «Я повернуся» (2009, Петро Васильович)